# بحلم (فلم)
قررت المخرجة ساندرا نشأت المشاركة بفيلم وثائقى آخر ولكن هذه المرة عن امال المصريين بعد الانتخابات الرئاسية المصرية 2014 .

## موضوع الفيلم
يتحدث الفيلم عن امال المصريين واحلامهم و ما يتمنوا من رئيس مصر الجديد، وعن احلامهم التي يسعوا لتحقيقها، شكل مصر في المستقبل، وقامت في هذا الفيلم باخذ عينات مختلفة من المواطنين وشكلتهم عن اهدافهم واحلامهم .